# Volvo LV4
Der Volvo LV4 war das erste Lastkraftwagen-Modell des schwedischen Herstellers Volvo. Es wurde in den Jahren 1928 bis 1932 produziert. Das Kürzel LV4 steht für LastVagn (“Lastwagen”), 4 Zylinder.

## Geschichte
1927 begann Volvo mit dem Bau von Serienautomobilen; der erste Personenkraftwagen war der Volvo ÖV4. Ein Jahr später, im Februar 1928, lief mit dem Modell LV4 (auch Serie 1 genannt) der erste Lastkraftwagen vom Band der Fabrik in Göteborg. Anders als die frühen Volvo-Pkw wurde der erste Lkw schnell zu einem unerwarteten Verkaufserfolg: Obwohl zunächst nur die Produktion von 500 Fahrzeugen bis zum Modellwechsel vorgesehen war, war sie bereits in kurzer Zeit ausverkauft. Daher wurden noch im gleichen Jahr rund weitere 500 Fahrzeuge produziert. Bei der zweiten Serie wurde die Spur von 1300 mm (wie bei den Pkws) auf 1460 mm verbreitert, die besser zu den von Fuhrwerken ausgefahrenen Wegen passten. Insgesamt wurden rund 2250 LV4 hergestellt. 1934 löste der leistungsstärkere LV60 das Modell ab.

## Motoren
Der LV4 war mit dem  gleichen Vierzylinder-Reihen-Ottomotor ausgerüstet wie der Personenkraftwagen ÖV4. Er  leistete 28 bhp  (21 kW). Der Motor ermöglichte eine Höchstgeschwindigkeit von 50 km/h. Auch der weitere Antriebsstrang wurde aus dem Pkw-Bau übernommen. Der Motor und das Dreiganggetriebe waren Eigenkonstruktionen.

## Technik

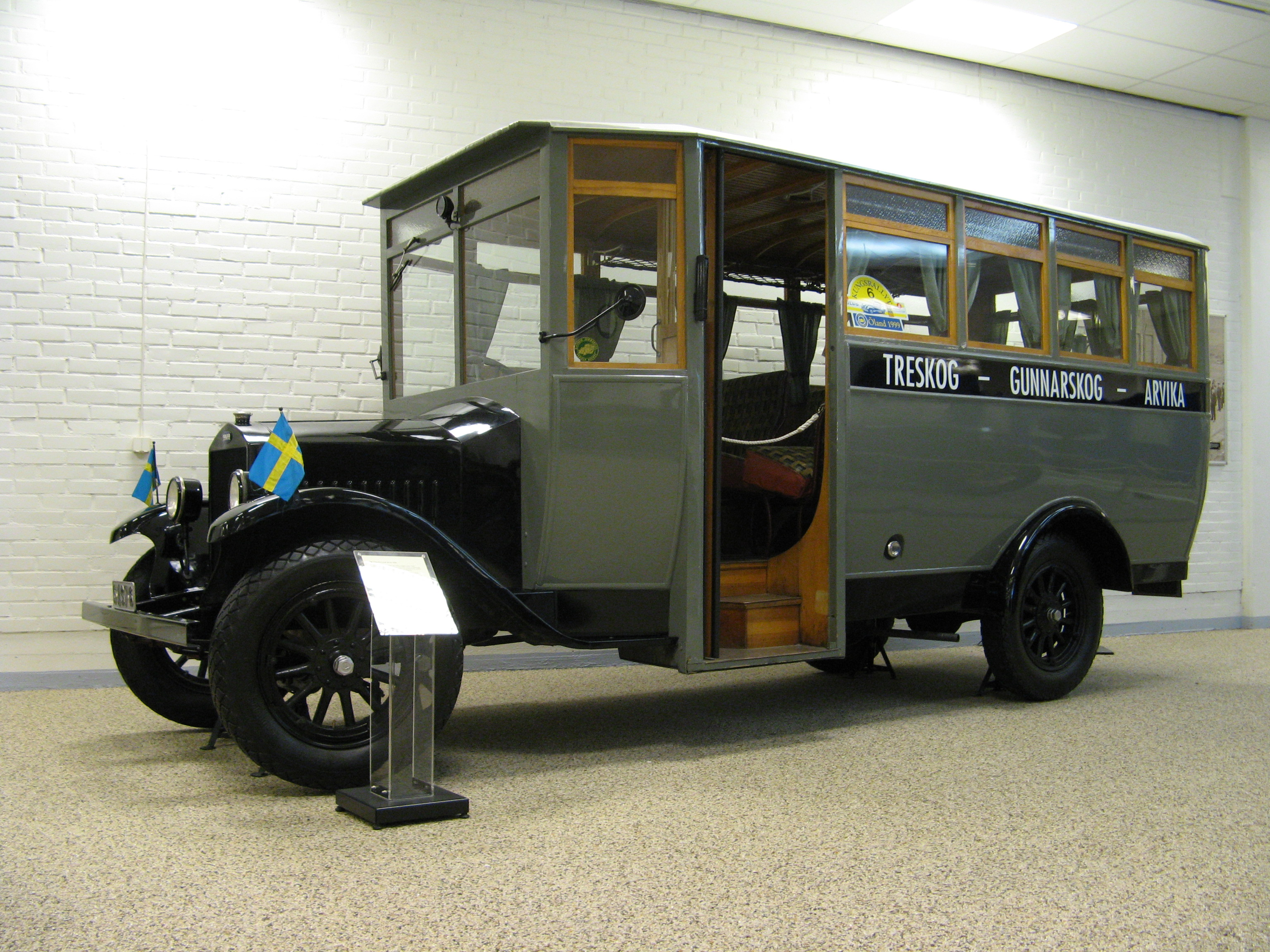
1928 Volvo LV45 als Kleinbus.

In den 1920er-Jahren wurden Lastkraftwagen noch häufig mit Kettenantrieb, Vollgummireifen sowie mit einem Planenverdeck ausgestattet, das den Fahrer weitgehend ungeschützt den Außentemperaturen aussetzte. Der LV4 hingegen hatte eine Antriebswelle (statt Kette), Luftreifen und ein geschlossenes Führerhaus.
Der Leiterrahmen war verstärkt und es gab zwei Radstände: 3,2 und 3,7 m. Die Nutzlast war auf 1500 kg beschränkt, das entsprach der Hälfte des Gesamtgewichtes.
Wie die meisten Fahrzeuge der Epoche hatte der LV4 viele hölzerne Bauteile, wie etwa die Speichen der Artillerieräder und das Lenkrad, das bei der zweiten Serie allerdings aus Kunststoff (Bakelit) bestand. Volvo lieferte entweder ein „rollendes Fahrgestell“ (Fahrgestell mit Fahrwerk und Antriebsstrang), oder wahlweise das Fahrgestell auch mit einem hölzernen Führerhaus des Herstellers Åtvidaberg, der auch die Pkw-Aufbauten lieferte.
Die zweite Serie des LV4 diente auch als Basis eines Kleinbusses. Die Karosserie war in Gemischtbauweise ausgeführt, das heißt, sie bestand aus einer Holzskelettkonstruktion, die mit aufgenageltem Blech bedeckt war.